# دانيال ويلارد
دانيال ويلارد (بالإنجليزية: Daniel Willard)‏ هو مدير أمريكي، ولد في 28 يناير 1861 في North Hartland, Vermont ‏ في الولايات المتحدة، وتوفي في 6 يوليو 1942.